# 09III型核潜艇
09III型核潜艇（北约代号：商级，英文：Shang-class）是中国人民解放军海军研制的一种攻击型核潜艇，由位于中国辽宁葫芦岛的渤海造船重工业公司船坞负责建造，用来代替老旧的09I型核潜艇。第一艘09III型核潜艇于1998年12月开工建造，2003年12月建成下水。该型艇可能配备有六个鱼雷发射管，携带多种型号的鱼雷、水雷和潜射反舰导弹，其改进型号09IIIB型装备鹰击-18B型反舰导弹。09III型核潜艇采用拉长水滴形船壳，围壳舵、锥尾、单轴单桨、尾十字舵。水下排水量约6000-7000吨，全长106-108米，宽11米。该型艇装备H/SQG-207型舷侧声纳阵列，该型声纳由715所的李启虎主持研制。

## 建造
中国的第二代核潜艇计划开始于1980年代初期，用以代替第一代09I型核潜艇（北约代号：汉级）。该型艇的代号“09III”于1983年左右确定，但是由于面临大量的技术难题，研制工作进展缓慢。考虑到其技术指标不足以对抗西方和前苏联的核动力潜艇，该项目一度被搁置。直到1990年代中期，俄罗斯圣彼得堡的红宝石设计局参与到中国核潜艇项目中，才使得研制工作取得突破性进展。09III型核潜艇的原始设计在经过大范围修改后，于1998年12月开工建造。红宝石设计局提供了多少帮助还不得而知，有可能包括潜艇的关键部位，如船壳、推进系统、静音设计、战斗系统、武器系统和反侦察设备等。
儘管得到俄罗斯技术的帮助，美軍認為09III型核潜艇的靜音水平据信依舊低於苏联1970年代中期建造的維克托III型核潜艇但在電子設備达到美国洛杉矶级核动力攻击潜艇中期型号的水准，但經過中國軍方長時間改良之後的09IIIA/B型核潛艇在水下噪音水平据信能夠達到110分貝（距離1碼），這已經相當於1990年代建造的最後幾艘維克托III型核潜艇的水準或接近於洛杉矶级改進型核潜艇基本型的水準，有資料甚至宣稱這型號在部分細節上已經接近早期型号的971型核潛艇或維吉尼亞級核潛艇。但是该型艇的最新照片表明它与維克托III型核潜艇或971型核潛艇并无太多相似之处，在2001年中俄关系经历了仿制苏-27歼击机的波折后，中国放弃了俄方的帮助，重新自行设计。自2003年起，该型艇开始在葫芦岛潜艇基地进行海试，以获得更多的数据。已经完工的09III型核潜艇都部署在北海舰队。
2007年7月下旬，09III型核潜艇的模型在中国人民解放军建军80周年展览上展出。随后，中国中央电视台播出了中央军委主席胡锦涛为新型核潜艇入役授军旗仪式的画面，证明09III型核潜艇首艇已正式服役并形成战斗力。研究單位出版的《现代舰船》杂志于2007年8月号刊登了该型艇的首张清晰照片。

## 服役暨操作历史
2009年5月18日，新华社正式发表文章宣布中国第2代核潜艇已进入中国海军服役。美国海军和五角大楼估计，该型艇在2010年之前将建成3-4艘，最终将建成6-8艘。
2014年3月5日，游人在海南三亚军港拍到照片显示，一艘09III型攻击核潜艇，与另外三艘09IV型战略弹道导弹核潜艇同时停泊在军港码头。
2015年4月26日中國海軍09III型核潜艇在亞丁灣巡航，並與中國海軍的護航艦艇組成編隊航行，任務持續時間長達2個多月。對此印度海军指控中国海军的核潜艇在过去的数年里，有22次对印度洋海域进行秘密渗透巡航，其中2013年2月竟然逼近印度领海50海里的地方。印度海军方面还声称：中国海军的一艘093型核潜艇在2013年12月3日离开位于海南岛三亚的基地并驶入南海，12月13日，潜艇在经过印度尼西亚的翁拜海峽后进入印度洋，潜艇随后在靠近巴基斯坦、亚丁湾和印度洋深处海域进行了数月潜航。
2015年，由于09III數量較少，推測是研发开始时间较早，加上中国经济实力与电子技术水平的增强，实际上在09III级尚未服役，09V级的研发随之即来，而随着中国近10年经济和技术实力的极大进步，09V级的设计基础实力大幅增强，设计平台和技术以及设计能力上均有较大进步，因此09III级的建造数量可能比实际预计的要少；但经公布的谷歌商业卫星照片证实，目前已有三艘改进型093G核潜艇完工，并将服役。
2018年6月，军委主席习近平视察北海舰队，登上长征15号艇（舷号418）、长征16号艇（舷号419）。
2022年5月民用衛星拍攝到疑似093的新改進型號。
2023年12月媒体报道：有2-3艘093B核潜艇下水。

## 近年升級概况
2015年2月全球防衛雜誌報導093G型改良潛艦已經服役，多加了一個艙段安放新武器，央視環球視線節目數天後間接證實「093改」存在並大幅改裝動力和消聲，並加裝反航母飛彈，可說是航母殺手。
2015年2月，中国造船厂疑似已经完成了三艘093G攻击型核动力潜艇的建造工作，开始服役。图片显示的093G核潜艇安装了垂直发射系统，可实现全向攻击。
2015年4月，美国媒体热炒093G装备的新型“鹰击-18”反舰巡航导弹，引发国际媒体的全面关注：此导弹采用垂直发射，为引进俄罗斯“俱乐部-S”反舰导弹的克隆版，最大射程220公里，前180公里采用亚音速巡航，末端40公里弹头将以超音速撞向目标，美国海军承认“现役海上拦截系统非常难以拦截此种导弹”；据报道，除093G攻击性核潜艇之外，039A型（“元”级）常规潜艇和052D型驱逐舰，均装备了该型导弹，美国《War On The Rocks》报道称：“鹰击-18导弹能够对美国海军的宙斯盾作战系统构成严重威胁，该距离超出了航母战斗群的“作战范围”，舰艇在这种距离内完全不堪一击。”
2016年6月版《人民海军报》刊登了一张093B型攻击核潜艇的照片，这是首次由官方媒体公开这型核潜艇的照片；局部放大照片，可见指挥台围壳后方延伸向后的垂直发射装置整流罩；093B型艇体侧面有新的突出物，艇体侧面流水孔的位置与093原型艇相比也有改动，突出物可能与某种水声装置有关。
2016年6月23日英国《简氏防务周刊》报道，中国的网络论坛公布的一张照片显示，新型093型核动力攻击潜艇改进了指挥台围壳和其他部分，旨在降低牵引和噪音。报道称，尚不清楚这艘潜艇在解放军海军商级潜艇计划中的确切地位。几个月前，美国五角大楼向国会递交的2016年度《中国军事与安全发展态势报告》称，中国在继续增强其核动力攻击潜艇力量，在已经服役的两艘商级核动力攻击潜艇基础上，最终还将有四艘同级别核潜艇加入
2016年6月25日据印尼Metro TV报道，解放军南海舰队潜舰编队当天通过马六甲海峡。编队包括攻击核潜艇409艇、导弹护卫舰运城舰和远洋打捞救生船永兴岛号。
2016年7月27日，媒体报道了093G型最新改装信息：提到首批服役的两艘093基本型，后来进行了第一次以降噪为主的改装，改装后代号为093A，而新型093G型则被称为093B型，区别为更加隆起的龟背，可发射鹰击-18反舰导弹、鱼-8反潜导弹和长剑-10对陆攻击巡航导弹。
2016年9月，媒体报道：“中国对于093B型攻击性巡航导弹核潜艇是很紧迫的，为了发展远洋海军，应付周边国家潜艇的水下威胁，也为了尽快弥补水下攻击战斗力的缺憾，中国海军很可能要一个批次建造12艘093B。”。
2016年11月，媒体报道：“鹰击-18导弹并非此前猜测的重型反舰导弹，而是可以从稍加改进的鹰击-83发射器内发射。其射程可能为400公里左右，而不是500公里以上；战斗部重量可能在200-250千克，而不是300千克以上。许多现役舰艇都可以装备鹰击-18导弹，而不是只有052D、093B核潜艇等少数舰艇才能携带。”。但很快，媒体又报道说：原先被“误认为”鹰击-18导弹发射装置，实为鱼-11型反潜导弹。
2018年1月，媒体报道：闭幕不久的2017年度国家科学技术奖励大会上，“鹰击-18”反舰导弹获得科技进步特等奖，并进一步透露：鹰击-18是一弹多能，可以反舰，可以攻陆，不仅可以搭载于水面舰艇，也能进行潜射，尤其是潜射型鹰击-18，因为射程达到惊人的656公里，所以能对敌方水面舰艇构成巨大威慑力；2018年1月11日，日本海上自卫队P-3C巡逻机在宫古岛东北（钓鱼岛附近）水域发现一艘093A型攻击核潜艇，并拍下其浮出水面、悬挂中国国旗航行的照片。
同年四月，媒体报道：鹰击-18导弹飞行过程中“可以进行超过3次轨道变更”。同時也在4月12日，两艘093基本型，与两艘093A型攻击核潜艇参与了海军南海阅舰式，与094A战略核潜艇同框出现在媒体镜头里。

## 武器
093基本型和093G改进型攻击核潜艇均配备6具533或650毫米鱼雷发射管（上部4具，下部2具），可以发射俄制或自制的线导、声导、尾流引导鱼雷，也可携带水雷。通过鱼雷发射管可以发射潜射型鹰击-82、鹰击-18等反舰导弹。
093A型拥有3x6=18个垂发单元，093B型拥有3x8=24个垂发单元。